# Републикански път III-6032
Републикански път IIІ-6032 е третокласен път, част от Републиканската пътна мрежа на България, преминаващ изцяло по територията на Пернишка област, Община Перник. Дължината му е 7,2 km.
Пътят се отклонява надясно при 8,3 km на Републикански път III-603 на билото на планината Черна гора, западно от село Копаница и се насочва на север, а след това на изток като постепенно слиза от планината и навлиза в Пернишката котловина. Минава през селата Лесковец и Черна гора и в северната част на град Батановци се свързва с Републикански път III-605 при неговия 2,1 km.
| Пътища, отклоняващи се надясно (населено място, № на пътя, посока на пътя) | km  | Пътища, отклоняващи се наляво (посока на пътя, № на пътя, населено място) |
| -------------------------------------------------------------------------- | --- | ------------------------------------------------------------------------- |
| Община Перник, III-603, 8,3 km →                                           | 0,0 | → 8,3 km, III-603, Община Перник                                          |
|                                                                            | 1,6 | → общински път (за с. Планиница)                                          |
| с. Лесковец                                                                | 3,1 | с. Лесковец                                                               |
| с. Черна гора                                                              | 5,4 | → с. Черна гора, общински път (за с. Ярджиловци)                          |
| (от 74,7 km на I-6) III-606, 2,1 km, гр. Батановци →                       | 7,2 | → гр. Батановци, 2,1 km, III-605 (до с. Враня стена)                      |